# Chakushin Ari 2
Chakushin Ari 2 (en japonés, 着信アリ2) (titulada: One Missed Calls 2 en Estados Unidos, El pozo o Llamada perdida 2 en España y Una llamada perdida 2 en México) es una película japonesa de terror, secuela de Chakushin Ari.

## Sinopsis
Kyoko y su amiga Madoka están enseñando a niños en una guardería en el centro de Tokio. Madoka convence a Kioko de salir y visitar un restaurante donde el novio de Kyoko, Naoto, trabaja a tiempo parcial. Mei-Fueng es la hija del cocinero, y su teléfono móvil suena con "la melodía de la muerte". Sin embargo, sale a comprar comida y su padre es quien responde. La llamada iba a ser para Mei-Feung, pero en el momento en el que su padre responde, escucha su propia muerte en lugar de su hija. Más tarde, cuando el restaurante está cerrado, Mei-Feung le da a Kyoko y Madoka su nuevo número de teléfono. Segundos después de intercambiar números, Madoka recibe una llamada con el tono "de la muerte".
Naoto está en la cocina en busca del cocinero, y descubre que está muerto, con la mitad de su rostro quemado. El detective Motomiya llega a la escena del crimen y pregunta a Naoto acerca de la muerte. Sin embargo, Naoto no menciona nada de lo que se refiere a la manera de matar del espíritu llamado Mimiko. 
Al día siguiente, Naoto es interrogado por la detective Takako, que también le pregunta sobre el incidente. Ella descubre que el cocinero oyó "el timbre de la muerte", que Naoto también oyó antes de encontrar el cuerpo (que provino del teléfono de Madoka). Mientras tanto, Kyoko y Madoka están en una videollamada con sus teléfonos y entonces, Kyoko ve una extraña figura detrás de Madoka, y le pregunta si esta sola. Madoka le contesta que está sola, pero Kyoko ve la figura cada vez más cerca. Ella sigue preguntándole a Madoka si ve algo detrás de ella, pero Madoka no ve nada. La sombra alcanza a Kyoko a través del teléfono y aterrorizada, ésta lanza a la pared el celular, desconectando a ella y a Madoka. Kyoko se dirige al apartamento de Madoka para salvarla, pero encuentra a Madoka con el cuerpo estrujado en la ducha. Naoto y Takako llegan al poco tiempo (descubrieron que Madoka estaba a punto de morir, pero tampoco llegaron a tiempo). Naoto abraza a Kyoko después de mirar el cuerpo de Madoka y es entonces cuando el teléfono de Kyoko repentinamente suena con "la melodia de la muerte".
Takako y el detective Motomiya deciden investigar los asesinatos relacionados con el "móvil original", en busca de los abuelos de Mimiko. El hallazgo de la abuela de Mimiko, quien es una trabajadora inmigrante hispana en un restaurante; Ella le dice a Takako que su marido tuvo una enfermedad mental y fue enviado a Taiwán.
Takako visita Taiwán y encuentra al abuelo de Mimiko muerto con su celular en la mano. Ella descubre con su exmarido, Yuting, que misteriosas muertes ocurrieron allá, y que ambos están condenados a morir a una hora de diferencia uno del otro. Kyoko y Naoto deciden ir a Taiwán para encontrar la manera de salvar a Kyoko. Takako se entera de que los asesinatos se iniciaron efectivamente a partir de una antigua ciudad minera, que ahora es una ciudad fantasma. El trío visita a una anciana, que es la única persona que habita en esa ciudad. 
La anciana les dice que la maldición comenzó con una niña llamada Li Li... dijo que era "espeluznante" y que fue intimidada por los niños de la ciudad, hasta que un día, mientras que la apedreaban, Li Li finalmente maldijo a todos en el pueblo; Maldijo a un niño y comenzó a predecir las muertes de los demás y eso causó el odio y la incomprensión de ellos. Los familiares de los muertos se enfurecieron y la llevaron a una mina donde le cierran y le cosen la boca para que no pueda predecir más muertes, tiempo después, Li Li selló su alma en las minas. Al terminar su relato, Takako Kyoko y Naoto van a investigar la mina.
Cuando llegan allí, encuentran la mina cerrada. A continuación, Takako encuentra otra forma para entrar en las minas, sin embargo, su linterna se rompe, entonces aparece Mimiko y Takako grita del espanto y repentinamente se cae. A continuación, Takako sueña con su hermana y en sus sueños la salva de contestar la llamada en el teléfono público. Takako le pide perdón y abraza a su hermana. Cuando abre los ojos, su hermana ha desaparecido. Mientras tanto, Kyoko se encuentra atrapada por el espíritu vengativo de Li Li, pero Naoto la lleva a un lugar seguro. Ambos son perseguidos por el fantasma, y Naoto se sacrifica contestando el teléfono celular en lugar de Kyoko.
Poco tiempo después, Kyoko se recupera en un hospital. Takako observa sus mensajes y descubre que tiene una llamada perdida. Algunos oficiales de la Policía de Taipéi aparecen en la habitación de Kyoko y le revelan que dos cadáveres fueron encontrados en la mina abandonada. Confundida, Takako va al apartamento de Yuting y descubre su cadáver, así como una cámara de video que parece haberlo apuñalarlo. Ella abre su celular, y encuentra que tiene una llamada perdida de sí misma, el plazo de tiempo se venció (5:58 p. m. era su muerte, pero la hora en ese momento eran las 20:05 ese mismo día), entonces ella mira su reloj y el tiempo regresó al momento en que había caído en la cueva. Se da cuenta entonces de que la había apuñalado Mimiko y ya estaba muerta, pero ella se posesionó de su cuerpo para matar a Yuting. Al regresar de su visión, escupe un caramelo de color rojo, y se ríe, mientras se escucha "la melodía de la muerte". La canción de cierre es Ai no Inori por Aki.

## Reparto
| Actor/Actriz | Personaje       |
| ------------ | --------------- |
| Mimura       | Kyoko Okudera   |
| Yū Yoshizawa | Naoto Sakurai   |
| Asaka Seto   | Takako Nozoe    |
| Chisun       | Madoka Uchiyama |
| Peter Ho     | Yuting Chen     |
| Nana Koizumi | Li-Li           |
| Karen Oshima | Mimiko Mizunuma |

## Doblaje
| Personaje          | Actor/Actriz original | Actor/Actriz de doblaje | Actor/Actriz de doblaje |
| ------------------ | --------------------- | ----------------------- | ----------------------- |
| Kyoko Okudera      | Mimura                | Vanina García           | Isabel Valls            |
| Naoto Sakurai      | Yū Yoshizawa          | ???                     | José Luis Medivilla     |
| Madoka Uchiyama    | Chisun                | Mara Campanelli         | Belén Roca              |
| Takako Nozoe       | Asaka Seto            | Luciana Falcón          | Alicia Laorden          |
| Yu-Ting Chen       | Peter Ho              | Adrian Wowczuk          | Eduard Itchart          |
| Detective Motomiya | Renji Ishibashi       | Ezequiel Romero         | Jesús Farrer            |
| Mei-Feng Wang      | Shadow Liu            | ???                     | Gini Rey                |
| Jian-Feng Wang     | Hakobu Okubo          | Carlos Celestre         | Doménec Farell          |
| Shumei Gao         | Toshie Kobayashi      | Livia Fernán            | Marta Martorell         |
| Insertos           | N/A                   | Omar González           | Alex Meseguer           |

## Muertes
Sr.Wong: Muere quemado con el aceite hirviendo, tras contestar la llamada que no era para el sino para su hija Me-Feing
Madoka Uchiyama: Muere toda doblada y quebrada por el espíritu de Li-Li
Abuelo de Mimiko, Murió hace varios años, después de recibir la llamada.
Takako Nozoe: Muere en la mina, cuando estaba alumbrando con la lámpara y se le gasta la pila, ella saca su encendedor y en la luz ve la cara de Mimiko y ella le entierra un cuchillo.
Yuting Chen: Muere acuchillado en el baño por el espíritu de Mimiko
Naoto Sakurai: Muere por el espíritu de Li-Li (fuera de cámara)